# Oligocottus snyderi
Oligocottus snyderi je druh ryby, náležící do rodu Oligocottus. Obývá pobřežní vody severovýchodního Tichého oceánu, a to od oblasti aljašského města Sitka po mexický Kalifornský poloostrov. Jednotlivci dosahují délky až 9 cm a běžně se vyskytují v jezírkách na skalách, která jsou plněna přílivovou vodou (v době přílivu vyplouvají do rozsáhlejších oblastí). Hřbetní ploutve má 7 až 9 trnů a 17 až 20 měkkých paprsků. Řitní ploutev nemá žádné trny, ale 12 až 15 paprsků. Vyskytuje se v podobných oblastech jako Oligocottus maculosus, s tím rozdílem, že Oligocottus snyderi vyhledává chladnější vody. Jde o dravce, jehož potrava sestává převážně z různonožců a mnohoštětinatců. Větší jedinci jsou schopni ulovit malé krevety a kraby. Tření probíhá v zimě a na jaře.